# 8430 Флорі
8430 Флорі (8430 Florey) — астероїд головного поясу, відкритий 25 грудня 1997 року.
Тіссеранів параметр щодо Юпітера — 3,311.